# Андервуд (Ајова)
Андервуд (енгл. Underwood) град је у америчкој савезној држави Ајова. По попису становништва из 2010. у њему је живело 917 становника.

## Демографија
Према попису становништва из 2010. у граду је живело 917 становника, што је 229 (33,3%) становника више него 2000. године.
| Група             | 2000.       | 2010.       |
| Белци             | 679 (98,7%) | 886 (96,6%) |
| Афроамериканци    | 0 (0,0%)    | 8 (0,9%)    |
| Азијати           | 1 (0,1%)    | 2 (0,2%)    |
| Хиспаноамериканци | 8 (1,2%)    | 12 (1,3%)   |
| Укупно            | 688         | 917         |